# Carl von Rzehaczek
Carl Egyd Ritter von Rzehaczek (ur. 1816 w Wiedniu, zm. 1897) – austriacki lekarz, malarz i rzeźbiarz. Współpracownik Ferdinanda von Hebry.